# 下部構造
下部構造（かぶこうぞう、独: Unterbau, 英: substructure, infrastructure）、または土台（どだい、独: Basis, 英: base）とは、カール・マルクスの著作『経済学批判』（独: Zur Kritik der Politischen Ökonomie）の序言（Vorwort）等において、上部構造とともに提示された概念。マルクス経済学、唯物史観において社会の経済的構造のことを指す。

## 概要
唯物史観（史的唯物論）では、人間社会は土台である経済の仕組みにより、それ以外の社会的側面（法律的・政治的上部構造及び社会的諸意識形態）が基本的に規定されるものと考えた（土台は上部構造を規定する）。このことは、しばしば経済的決定論と批判されることがあるが、「土台－上部構造」は弁証法的な関係にあり、常に相互作用をしているのであって、上部構造が土台に規定しかえす（反作用）とされる。このように把握された社会の総体は「経済的社会構成体」と呼ばれることがある。
一方、社会の土台を生産活動の面から見た場合が、土台＝生産諸関係であり、生産力に対応する範疇である。生産力と生産諸関係も又弁証法的な関係にあり、その統一規定が生産様式である。唯物史観では、歴史を動かす基本的な動力は生産力と生産諸関係との矛盾にあるものと考えられた。すなわち、ある時代の生産力は、その時代の生産諸関係を規定し、何らかの要因で生産力が向上し、生産諸関係との間に矛盾が生じると、産業構造の変化や社会革命の時期が始まり、経済的基礎の変化と共に巨大な上部構造全体が徐々にあるいは急激に変革されると考えられたのである。
- 土台・下部構造 - 生産様式。
  - 生産関係 - 生産手段の所有・使用にまつわる関係。
  - 生産力 - 生産手段に応じた生産能力。